# Loboparius auriculatus
Loboparius auriculatus är en skalbaggsart som beskrevs av Schmidt 1908. Loboparius auriculatus ingår i släktet Loboparius och familjen Aphodiidae. Inga underarter finns listade i Catalogue of Life.